# Cenakel van Meaux
Cenakel van Meaux (1521-1525) was een kring van humanistische personaliteiten in het Franse bisdom Meaux.

## Geschiedenis
Het cenakel kwam tot stand op vraag van de bisschop van Meaux, Guillaume Briçonnet (1470-1534). Hij gelastte zijn vriend en vicaris-generaal Jacques Lefebvre d'Etaples met de stichting en leiding ervan. Erudiete humanisten die tot de leden behoorden, waren Guillaume Farel, François Vatable, Gerard Roussel, Martial Mazurier, Michel d'Arende, Pierre Caroli, Josse van Clichtove, Simon Robert en Jean Lecomte de Lacroix. Sympathisanten waren onder meer Erasmus, Clément Marot en Rabelais.
De vertrekgedachte was de vaststelling dat de lagere clerus weinig of niet was opgeleid, wat samen ging met de tekenen van verval binnen de rooms-katholieke kerk. De hervorming die het cenakel wilde realiseren, vertrok onder meer van een betere kennis van de Heilige Schrift en het aanbieden ervan in de volkstaal. Dit vereiste een uitgebreide activiteit van vertalen van de teksten en van het leveren van de nodige opvoedkundige commentaar.
Na enkele jaren activiteit kreeg het cenakel bekendheid en oefende invloed uit op humanisten en schrijvers. Ondanks de argwaan die ze opwekten, konden ze veilig werken, omdat de bisschop de biechtvader was geworden van Margaretha van Angoulême en dat haar bescherming niet alleen over hem maar zich ook over het cenakel en zijn leden uitstrekte.
Gevaar dreigde nochtans. Het cenakel verspreidde ideeën en stelde hervormingen voor die niet bij iedereen in goede aarde vielen. De franciscanen van Meaux bijvoorbeeld werden hevige tegenstanders. Ze sloten een bondgenootschap met theologen in de Sorbonne, aangevoerd door Noël Beda, die al even vijandig stonden. Ze waren van oordeel dat dit 'evangelisme' (het nadruk leggen op de H. Schrift) een gevaarlijke evolutie was, die de weg opende naar allerhande tegenstrijdige interpretaties. De op kerkelijk en burgerlijk vlak invloedrijke theologen van de Sorbonne zetten alles in het werk om de volgens hen ongewenste evolutie te bestrijden. Ze slaagden erin het 'Cenakel van Meaux' in 1525 te doen ontbinden, maar niet het zwijgen op te leggen aan de hervormers die er deel van hadden uitgemaakt. 
Enkele onder hen slaagden erin om in 1530 in Parijs een Collège des lecteurs royaux op te richten, naar het model van het Collegium Trilingue in Leuven. De gezaghebbende bibliothecaris van de koning, Guillaume Budé, slaagde erin de bescherming te bekomen van koning Frans I van Frankrijk, gezagvolle leden aan te trekken, het been stijf te houden tegenover de Sorbonne en er een plek van vrijere meningsuiting te maken dan het is de meeste universiteiten van die tijd het geval was. De initiatiefnemers slaagden daar zo goed in dat het Collège Royal onder diverse namen zelfs de Franse Revolutie overleefde en verder als Collège de France nog steeds bestaat.
De veroordeling van 1525 had wel onmiddellijke gevolgen. Om zijn vijanden enigermate te bevredigen, schroefde Briçonnet sommige van de gedane hervormingen terug naar de vroegere toestand. Onder meer werd het verbod opgeheven waarbij het aan de franciscanen van Meaux verboden was nog in het publiek te preken. Een van de leden van het cenakel, die hij trouwens zelf als te extreem beoordeelde, Guillaume Farel legde hij het zwijgen op, zodat hij vertrok naar het protestantse Genève, waar hij, naast Johannes Calvijn, een belangrijke rol speelde. Hij was niet de enige in het cenakel die overstapte naar het calvinisme. Ook priester Simon Robert deed dit, hij werd protestantse dominee en trouwde met Marie d'Ennetières. De bisschop liet Jacques Lefebvre in ballingschap naar Staatsburg vertrekken. Een sympathisant van de groep, de dichter Clement Marot, werd gearresteerd en beschuldigd van ketterij of lutheranisme. Er was een bevel van de koning nodig om hem weer vrij te krijgen. Sommige leden, die zich bedreigd voelden van eenzelfde lot, sloegen op de vlucht. Andere, die ter plaatse bleven, werden gearresteerd en gemarteld. Er ontstond een gemeenschap van overtuigde volgers, die in protestantse richting evolueerden. Ze stelden een dominee aan als hun leider, de eerste die deze functie in Frankrijk bekleedde. In 1546 werden veertien leden van die gemeenschap opgepakt en ter dood gebracht. Dit belette niet dat het protestantisme zich in de Champagnestreek aanzienlijk ontwikkelde. Leden werden verder gearresteerd, gemarteld en verbrand, totdat koning Frans I hieraan een einde stelde. Men was trouwens al tot de vaststelling gekomen dat de vervolgingen een omgekeerd effect hadden.